# 미디어 플레이어 (윈도우 11)
미디어 플레이어(Media Player)는 마이크로소프트가 개발한 윈도우 11용 기본 비디오 및 오디오 플레이어이다. 윈도우 10용 그루브 뮤직(이전에는 엑스박스 뮤직), 마이크로소프트 무비 & TV, 윈도우 미디어 플레이어의 후속작이다. 2022년 2월 15일부터 모든 윈도우 11 사용자에게 제공되기 시작했다.
새로운 미디어 플레이어는 뮤직 스트리밍 서비스에서 미디어 플레이어로의 그루브의 리브랜딩의 일환으로 비디오 재생도 가능하다. 다른 변경 사항으로는 전체 화면에 있는 앨범 커버 보기와 미니 플레이어 새로 고침이 있다. 키보드 단축키와 키보드 사용자를 위한 단축키 지원과 기타 보조 기술을 통해 접근성도 최적화되었다.

## 같이 보기
- 그루브 음악
- 윈도우 미디어 플레이어